# Cherokee (servidor web)
Cherokee és un servidor de pàgines web de codi obert, multiplataforma i lliure. És molt ràpid i funcional, i en canvi a altres servidors, molt lleuger. Està íntegrament escrit en C i es pot expandir per mitjà de l'activació de mòduls.

## Història
El servidor web Cherokee va nàixer l'any 2001 per Álvaro López Ortega. La intenció era la de construir un nou servidor web més nou que NCSA HTTPd però no tan voluminós i dur com Apache. Actualment Cherokee és desenvolupat per una comunitat oberta d'usuaris.

## Característiques
Cherokee suporta PHP, CGI, FastCGI i autenticació d'usuaris (login). També permet connexions segures via SSL i TSL (encriptades).

### Versió 0.6.0
- Nou panell d'administració via web, quedant així ocults els fitxers de configuració. Així s'aconsegueix que l'administrador tingui la manera més fàcil de canviar paràmetres del servidor modificant-lo a través d'una pàgina web, on queden els canvis registrats.

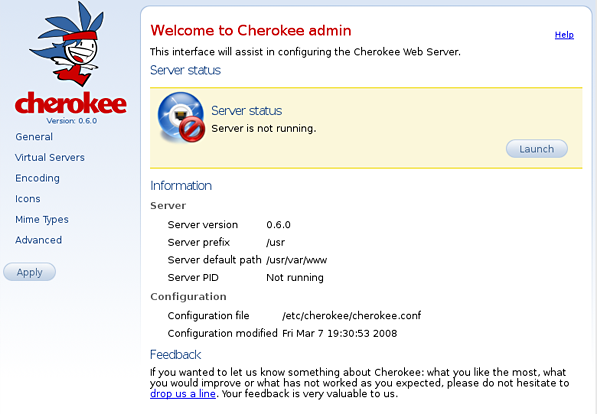
Panell d'administració

- Un 25% més ràpid que l'anterior: si Cherokee ja era molt ràpid, ara encara ho és més !
- Suport de balanceig de càrrega: es pot repartir la càrrega del servidor entre les operacions FastCGI, SCGI i HTTP del servidor.
- Nova interfície i icones

## Sub-projectes

### u-Cherokee
És una versió "mini" pensada per a sistemes amb pocs recursos (potència i energia). No està disponible per a descarregar però qualsevol persona la pot aconseguir seguint uns paràmetres al compilar Cherokee.

### cget
És un descarregador web per a Cherokee. S'encarrega de servir descàrregues de fitxers.